# Tenaglia

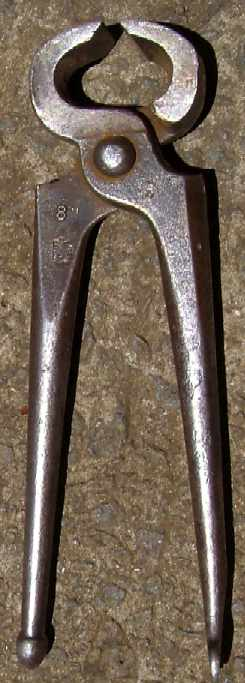
Tenaglie da falegname.

Le tenaglie sono uno un tipo di utensile usate per vari scopi nel campo della lavorazione del legno, della tappezzeria e della carpenteria.

## Descrizione
Le tenaglie sono formate, come le pinze, da due robusti bracci metallici imperniati in un punto più vicino alle punte che ai manici. La caratteristica differenza rispetto alle pinze è data dalla forma delle ganasce poste all'estremità - più grandi e curve nella falegnameria e piccole e spesse nella carpenteria - che sono arcuate in modo da chiudersi in punta formando una superficie arrotondata di grande raggio. Le punte sono rastremate, in modo da poter entrare sotto la testa dei chiodi da estrarre. L'estremità di uno dei manici è spesso forgiata a V e assottigliata, in modo da poter scivolare sotto la testa dei chiodi più difficili da afferrare.

## Funzionamento
Le due ganasce vengono aperte ai lati della testa del chiodo da afferrare, l'attrezzo viene poggiato sulla superficie dell'oggetto da cui rimuovere il chiodo, e quindi le ganasce vengono serrate. La difficoltà dell'operazione consiste nell'inserire le punte sotto la testa del chiodo; in casi estremi si può anche tentare di afferrarlo comunque per la testa, o ricorrere all'estremità rastremata a V di cui molte tenaglie sono fornite. Serrando con forza i manici, si afferra il chiodo: a questo punto si inclina l'attrezzo, facendo ruotare la superficie esterna delle ganasce appoggiata all'oggetto. Si crea così una leva di primo tipo con il fulcro costituito dal punto in cui poggiano le ganasce, e quindi molto vicino alla resistenza costituita dal chiodo: questo fornisce un guadagno meccanico che consente di estrarre il chiodo, al limite ripetendo più volte l'operazione afferrandolo sempre più avanti man mano che questo fuoriesce. Se la resistenza del chiodo non è elevata, è possibile rinunciare a questo vantaggio estraendo il chiodo per trazione, come utilizzando le pinze.